# 靈戈爾德縣 (愛荷華州)
靈戈爾德縣（英語：Ringgold County）是美國艾奥瓦州南部的一個縣，南鄰密蘇里州。面積1,396平方公里。根據美國2000年人口普查，共有人口5,469人。縣治芒特艾爾（Mount Ayr）。
成立於1847年2月24日，縣政府成立於1855年1月31日。縣名紀念在帕洛阿爾托之役中陣亡的塞缪尔·林戈尔德。